# Biston
Biston is een geslacht van vlinders uit de familie van de spanners (Geometridae). De wetenschappelijke naam is gepubliceerd in 1815 door William Elford Leach.
Het geslacht komt wijd verspreid voor in het Holarctisch gebied, het Oriëntaals gebied en Afrika. Volgens Nan Jiang et al. waren er in 2011 54 soorten erkend in dit geslacht. Onder meer de peper-en-zoutvlinder (Biston betularia) en de vroege spanner (Biston strataria) behoren tot het geslacht.
Het zijn relatief grote nachtvlinders. De voelsprieten van de mannetjes zijn in hoge mate kamvormig, die van de vrouwtjes zijn eerder draadvormig.

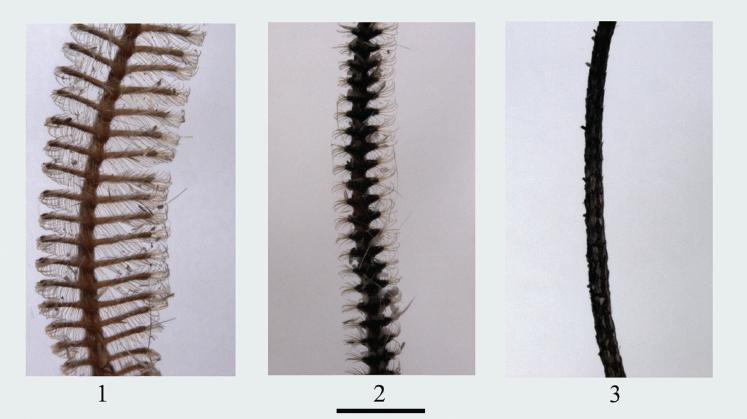
Voelsprieten van links naar rechts: mannetje van Biston melacron, tweezijdig kamvormig met lange tanden; mannetje van Biston thibetaria, tweezijdig kamvormig met korte tanden; vrouwtje van Biston betularia, draadvormig. Schaalaanduiding is 1 mm.

## Soorten
- B. abruptaria (Walker, 1869)
- B. achyra Wehrli, 1936
- B. antecreta (Prout, 1938)
- B. basanga Karisch, 2005
- B. betularia Linnaeus, 1758 - peper-en-zoutvlinder
- B. brevipennata Inoue, 1982
- B. comitata Warren, 1899
- B. dargei (Herbulot, 1973)
- B. edwardsi (Prout, 1938)
- B. emarginaria Leech, 1897
- B. erilda Oberthür, 1910
- B. exotica Inoue, 1977
- B. exsilia Karisch, 2005
- B. falcata Warren, 1893
- B. fasciaria Motschulsky, 1866
- B. giganteus Inoue, 1985
- B. gloriosaria Karisch, 2005
- B. homoclera (Prout, 1938)
- B. huberaria Ballion, 1866

- B. hypoleucos Kusnetzov, 1902
- B. johannaria (Oberthür, 1913)
- B. luculentus Inoue, 1992
- B. marginata Shiraki, 1913
- B. melacron Wehrli, 1941
- B. multidentata Guedot, 1941
- B. porphyria Butler, 1889
- B. pteronyma (Prout, 1938)
- B. quercii Oberthür, 1910
- B. regalis Moore, 1888
- B. robustum Butler, 1879
- B. sinuata Hampson, 1895
- B. strataria (Hufnagel, 1767) - vroege spanner
- B. stringeri (Prout, 1938)
- B. subflavus Inoue, 1985
- B. subocularia (Mabille, 1893)
- B. subregalis Inoue, 1992
- B. takeuchii Matsumura, 1931
- B. thoracicaria Oberthür, 1884